# Пехчево (община)
Пехчево (на македонска литературна норма: Општина Пехчево) е община, разположена в източната част на Северна Македония близо до границата с България. Общината обхваща източната част на областта Пиянец (селата Панчарево и Църник) и северната на областта Малешево и заема площ от 208,2 km2. В състава на общината влизат общинският център град Пехчево и още шест села.

## Структура на населението
Според преброяването от 2002 година община Пехчево има 5517 жители.
| Етническа принадлежност | Процент |
| северномакедонци        | 85,86%  |
| албанци                 | 0,00%   |
| турци                   | 6,47%   |
| роми                    | 7,07%   |
| власи                   | 0,04%   |
| сърби                   | 0,22%   |
| бошняци                 | 0,00%   |
| други                   | 0,34%   |